# كاتدرائية روستوف-نا-دونو
كاتدرائية روستوف-نا-دونو (بالروسية: Кафедральный собор во имя Рождества Пресвятой Богородицы) هي الكنيسة الرئيسية في مدينة روستوف-نا-دونو والأبرشية الأرثوذكسية في روستوف ونوفوتشيركاسك. وقد خلفت كاتدرائية نوفوتشركاسك كمكان رئيسي للعبادة المسيحية في منطقة دون.